# Eugen Fink
Eugen Fink, född 11 december 1905, död 25 juli 1975, var en tysk filosof och pedagog. 
Fink studerade i Münster, Berlin och Freiburg im Breisgau (hos Husserl). Under åren 1928–36 arbetade han som Husserls assistent. Från 1946 undervisade han vid Freiburgs universitet, där han 1948 blev professor i filosofi och pedagogik.
Fink var under 1930-talet en av Husserls mest trofasta elever, men blev efter kriget kritisk mot dennes fenomenologi. Han försökte ge en ny tolkning av begreppet om världen.